# Hamish Harding
Hamish Harding (ur. 24 czerwca 1964, zm. 18 czerwca 2023 w Oceanie Atlantyckim) – brytyjski biznesmen, pilot, badacz i turysta kosmiczny, mieszkający w Zjednoczonych Emiratach Arabskich. Założyciel grupy Action i przewodniczący Action Aviation, międzynarodowej firmy zajmującej się pośrednictwem w handlu samolotami, mającej siedzibę w Dubaju.
W dniach 9–11 lipca 2019 roku Harding był dyrektorem misji i pilotem załogi podczas lotu One More Orbit, który ustanowił rekord prędkości na świecie w najszybszym oblocie Ziemi przez samolot nad oboma biegunami geograficznymi. Harding był jedną z pięciu osób znajdujących się w łodzi podwodnej Titan, która zaginęła w północnym Atlantyku w drodze do zwiedzania wraku Titanica 18 czerwca 2023 roku.

## Życiorys
Harding uczył się w The King’s School, szkole dziennej w Gloucester. Był absolwentem Uniwersytetu Cambridge, gdzie uzyskał tytuły z nauk przyrodniczych i inżynierii chemicznej.
W 2017 roku Harding współpracował z firmą turystyczną White Desert, specjalizującą się w luksusowych wycieczkach na Antarktydę, w celu wprowadzenia pierwszego regularnego lotu biznesowego do Antarktydy przy użyciu samolotu Gulfstream G550, który lądował na lodowym pasie startowym Wolfs Fang. Harding wielokrotnie odwiedzał także biegun południowy, towarzysząc Buzzowi Aldrinowi w 2016 roku, gdy ten jako najstarsza osoba w wieku 86 lat dotarł do Bieguna Południowego.
W dniach 9–11 lipca 2019 roku, z okazji 50. rocznicy lądowania na Księżycu misji Apollo 11, Harding wraz z Terrym Virtsem poprowadził zespół lotników, który ustanowił rekord Guinnessa w najszybszym oblocie Ziemi przez bieguny geograficzne Północny i Południowy, wykonując to zadanie w samolocie Gulfstream G650ER w czasie 46 godzin i 40 minut. Misja One More Orbit rozpoczęła się i zakończyła na Shuttle Landing Facility (Space Florida) w Centrum Kosmicznym imienia Johna F. Kennedy’ego w USA. Harding pełnił funkcję dyrektora misji i kierował zespołem liczącym ponad 100 osób.
W dniu 5 marca 2021 roku Harding i Victor Vescovo zanurkowali do najgłębszego punktu Rowu Mariańskiego, Głębi Challengera, na głębokość 11 000 metrów, używając dwuosobowego pojazdu podwodnego, ustanawiając rekordy największego pokonanego dystansu i najdłuższego czasu spędzonego na pełnej głębokości oceanu. 4 czerwca 2022 roku Harding odbył lot w kosmos jako część podorbitowej misji Blue Origin NS-21, na piątym locie rakietowym New Shepard. Stowarzyszenie Uczestników Lotów Kosmicznych (Association of Space Explorers) przyznało mu Universal Astronaut Insignia za lot suborbitalny (nr 46).

### Wyprawa łodzią Titan i śmierć w 2023
18 czerwca 2023 roku Harding był jedną z pięciu osób na pokładzie podwodnego pojazdu Titan, obsługiwanego przez firmę OceanGate, podczas wyprawy mającej na celu odwiedzenie wraku RMS Titanic, znajdującego się na głębokości 3800 metrów pod powierzchnią północnego Atlantyku. Po upływie godziny i 45 minut podwodny pojazd zaginął, szacowano, że miał zapas powietrza wystarczający na około 70–96 godzin. 22 czerwca 2023, po odkryciu szczątków w odległości około 1600 stóp (około 487,68 metrów) od dziobu Titanica, OceanGate stwierdziła, że Harding i cztery inne osoby na pokładzie zginęły. Podczas konferencji prasowej Straż Przybrzeżna Stanów Zjednoczonych potwierdziła, że szczątki wskazywały na gwałtowne rozszczelnienie kadłuba ciśnieniowego Titana, co najprawdopodobniej spowodowało śmierć wszystkich na pokładzie.